# Washington (delstat)
 For alternative betydninger, se Washington. (Se også artikler, som begynder med Washington)
Washington er en delstat i det nordvestlige USA med et areal på 184.665 km², der grænser til delstaterne Idaho og Oregon, samt til den canadiske provins Britisk Columbia. Delstaten har omkring 7.705.281(2020) indbyggere, hovedstaden er Olympia, og den største by er Seattle. Dens kælenavn er The Evergreen State.

## Historie
Allerede før europæiske opdagelsesrejsendes ankomst boede der i denne region ved Stillehavet mange indianerstammer. De ernærede sig primært ved laksefiskeri og hvalfangst.
Den første europæer, der gik i land på Washingtons kyst menes at være den spanske kaptajn Don Bruno de Heceta i 1775, som tog alle kystområder op til de nordlige russiske områder af Nordamerika i besiddelse for Spanien.
I 1778 fik den britiske opdagelsesrejsende kaptajn James Cook Cape Flattery ved indsejlingen til Juan de Fuca-strædet i sigte, men strædet blev ikke udforsket før 1789. Yderligere udforskning af stræderne blev gennemført af bl.a. den spanske opdagelsesrejsende Manuel Quimper i 1790 og den britiske kaptajn George Vancouver i 1792.
Spanien åbnede det nordvestlige territorium for opdagelsesrejsende og pelsjægere fra andre lande i 1790. Lewis og Clark-ekspeditionen nåede til delstaten den 10. oktober 1805.
I 1819 opgav Spanien sine oprindelige krav over området, og overhøjheden overgik til USA. Dette var begyndelsen på en periode med grænseuenigheder mellem USA og Storbritannien, som dog ophørte, da USA fik tildelt området ved indgåelse af Oregon-traktaten. Immigrationen til området tog til via Oregon Trail, og mange nybyggere slog sig ned i området omkring Puget Sound. Washington blev optaget som USA's 42. delstat den 11. november 1889.
Tidlige fremtrædende industrier i delstaten var landbrug og skovbrug, og Yakima Valley i det østlige Washington blev kendt for sine æbleplantager. Andre industrier, som udviklede sig i staten var bl.a. fiskeri og minedrift.
Under Depressionen blev en række vandkraftværker bygget langs Columbia River som del af et projekt med henblik på at øge produktionen af elektricitet. Projektet kulminerede i 1941 med færdiggørelsen af Grand Coulee-dæmningen, den største dæmning i USA.
Under den 2. verdenskrig blev området omkring Puget Sound et fokusområde for krigsindustrien, og firmaet Boeing fremstillede mange af USA's bombefly. Havnene i Seattle, Bremerton og Tacoma blev anvendt til fremstilling af krigsskibe. Seattle var også udskibningssted for mange soldater til Stillehavet. I det østlige Washington blev atomkraftværket Handford Works åbnet i 1943, og spillede en betydelig rolle i fremstillingen af USA's atombomber.
Den 18. maj 1980 eksploderede vulkanen Mount St. Helens, hvilket førte til tabet af 57 menneskeliv.

## Politik
Den lovgivende forsamling i Washington er et tokammersystem, som er opdelt i et Repræsentanternes Hus og et Senat. I begge kamre har det demokratiske parti flertallet. Washingtons udøvende magt bliver ledet af en guvernør, som vælges for en firårig periode. Den nuværende guvernør er Jay Inslee, som er demokrat, og som har været guvernør siden 2013. Begge Washingtons repræsentanter i USA's senat er også demokrater.
Staten har tradtionelt været opdelt politisk af bjergkæden Cascades, således at det østlige Washington tenderer mod at være orienteret mod det republikanske parti, og den vestlige del af delstaten mod demokraterne.

## Geografi
Washington er beliggende i det nordvestlige USA, og dets nordlige grænse mod Canada ligger mestendels langs den 49. breddegrad. Washington har grænser til Oregon mod syd, hvor Columbia River danner det meste af grænsen og den 46. breddegrad resten. Mod øst grænser Washington til Idaho. Mod vest ligger Stillehavet.
De høje bjerge i bjergkæden Cascades løber fra nord til syd og deler delstaten. Vest for bjergkæden har Washington et klima med milde temperaturer, våde vintre, og tørre somre. Her er der nåleskove og tempererede regnskove. Området øst for Cascades har et relativt tørt klima med store områder med steppe og enkelte ørkener.
Bjergkæden Cascade har flere vulkaner, som er højere end andre bjerge i bjergkæden. Fra nord til syd er disse vulkaner Mount Baker, Glacier Peak, Mount Rainier, Mount St. Helens og Mount Adams.
Washingtons beliggenhed ved Stillehavet og havnene ved Puget Sound giver delstaten en ledende rolle i den maritime handel med Alaska og Canada. Puget Sound betjenes af den største flåde af færger i USA.
Washington er et kontrastfyldt område. De dybe skove på Olympic-halvøen, så som Hoh-regnskoven, er blandt de eneste regnskove i det kontinentale USA, men halvørkenen øst for Cascades har ikke et eneste træ. Mount Rainier, det højeste bjerg i delstaten, er dækket med mere gletsjeris end noget andet højdepunkt i USA's sammenhængende 48 delstater.
I Washington er der tre nationalparker; Mount Rainier National Park, North Cascades National Park og Olympic National Park.
Delstaten har 39 amter.

### Byer
De 10 største byer i Washington er:
| 1. Seattle 2. Spokane 3. Tacoma 4. Vancouver 5. Bellevue 6. Everett 7. Federal Way 8. Yakima 9. Bellingham |

## Økonomi
Bruttodelstatsproduktet var i 2005 268,5 mia. USD, hvilket er det 14. største blandt USA's delstater, og den gennemsnitlige indkomst per indbygger var 42.702 USD. Større virksomheder i delstaten omfatter flyproducenten Boeing, softwareudvikleren Microsoft, Amazon.com, Nintendo, og andre væsentlige sektorer er elektronik, bioteknologi, aluminiumfremstilling, skovbrug, minedrift og turisme. Delstaten har en betydelig produktion af elektricitet fra vandkraft.

## Demografi
Ifølge U.S. Census har Washington en anslået befolkning på 6.395.798 i 2006, hvilket er en stigning på 8.5 % siden 2000. 1. juli 2007 var indbyggertallet skønsmæssigt 6.468.424, en stigning på 9,74 % siden 2000.
Ifølge befolkningstællingen i 2000 har storbyområdet Seattle-Tacoma-Bellevue et befolkningstal på 3.043.878, hvilket er ca. halvdelen af delstatens samlede befolkning.
I 2004 var omkring 10,3 % af befolkningen født i udlandet, og det anslås, at der er omkring 100.000 illegale indvandrere i delstaten. Af befolkningen har 18,7 % tysk-amerikansk baggrund, 12 % engelsk-amerikansk, 11,4 % irsk-amerikansk, 11,4 % norsk-amerikansk, 6,2 % mexicansk og 3,7 % filippinsk baggrund.
Der er et stort antal indianerreservater i Washington, hvoraf nogle har placeret kasinoer ved motorveje, og beboerne har videreført mange af de traditionelle kunstneriske temaer fra USA's nordvestkyst som totæmpæle, langhuse, udskårne kanoer og dyrebilleder, som det, der anvendes af Seattle Seahawks. Mange byer har oprindelige indianske navne, så som Seattle, Spokane, Puyallup og Walla Walla.

### Religion
De religiøse tilhørsforhold blandt Washingtons befolkning er:
- Kristne – 60%
  - Protestanter – 29%
    - Lutheranere – 6%
    - Baptister – 6%
    - Metodister – 4%
    - Presbyterianere – 3%
    - Andre protestanter – 10%

  - Mormoner – 3%
  - Katolikker – 20%
  - Andre kristne – 11%
- Andre religioner – 5%
- Uoplyst – 6%
- Intet religiøst tilhørsforhold – 25%

Andelen af ikke-religiøse er det højeste blandt alle USA's delstater.